# 90-й армейский корпус (вермахт)
90-й армейский корпус (нем. LXXXX. Armeekorps), сформирован 19 ноября 1944 года.

## Боевой путь корпуса
В конце 1944 года — бои в Эльзасе против американо-британских войск.
В 1945 году — бои в Германии.

## Состав корпуса
В ноябре 1944:
- 269-я пехотная дивизия
- 16-я пехотная дивизия народного ополчения

В марте 1945:
- 16-я пехотная дивизия народного ополчения
- 36-я пехотная дивизия народного ополчения
- 47-я пехотная дивизия народного ополчения

## Командующий корпусом
- С 19 ноября 1944 — генерал авиации Эрих Петерсен